# Cirque Arlette Gruss
Pour les articles homonymes, voir Gruss.
 (mai 2019).
Si vous disposez d'ouvrages ou d'articles de référence ou si vous connaissez des sites web de qualité traitant du thème abordé ici, merci de compléter l'article en donnant les références utiles à sa vérifiabilité et en les liant à la section « Notes et références ».
Le cirque Arlette Gruss est un cirque français fondé par Arlette Gruss et son époux Georgika Kobann en 1985. Depuis le décès d'Arlette Gruss en 2006, le cirque est dirigé par son fils, Gilbert Gruss. L’entreprise emploie environ 120 personnes.

## Histoire

### La genèse: le premier chapiteau
En 1985, le cirque Arlette Gruss fait ses débuts en Irlande, où le public se fait rare. Fin décembre, le cirque vient en France. Dès 1986, le cirque Arlette Gruss effectue sa première tournée en France. En cette première saison, les spectateurs se font rares aux guichets. Les recettes sont maigres.
L’équipe, composée d’une quinzaine de personnes regroupe les membres de la famille et quelques passionnés. À l’époque, le cirque français est en crise. Nombre d’enseignes prestigieuses ont cessé leurs activités. Arlette Gruss veut changer les mentalités. Elle se lance alors dans quelques innovations. L’agencement intérieur du chapiteau utilise le velours et supprime le plastique. Les projecteurs sont peu nombreux, mais optimisés par Gilbert Gruss. Le spectacle est essentiellement composé par les membres de la famille. L’organisation de la tournée fait en sorte d’éviter les villes d’un jour. Une cinquantaine de localités accueilleront chaque année le cirque aux mêmes périodes.
Michel Palmer endosse le costume de Monsieur Loyal. Arlette Gruss choisit le slogan : « Avec nous, faites la différence ».

### 1987 à 1993: le deuxième chapiteau
Dès 1987, le public se fait plus nombreux et la tendance se confirmera l’année suivante. En 1988, Gilbert Gruss commence à concevoir les programmes, ce qu'il ne cessera de faire par la suite. Forte de cet encouragement, Arlette Gruss présente son spectacle à Paris en décembre 1989, sur la pelouse de Reuilly. À cette occasion, Jean Kriegel, directeur du Paradis latin, remet au cirque le « Trophée de la qualité »[réf. nécessaire].
En décembre 1990, Gilbert Gruss reçoit à Paris un chapiteau neuf où l'accent est mis sur le confort du spectateur. Il n'y a alors plus de mâts intermédiaires. L’accès aux loges et gradins se fait sur un plancher. Chaque place est individualisée grâce aux sièges baquets. Il y a également un accès pour les personnes à mobilité réduite. C’est Line Renaud qui baptise ce nouveau chapiteau.
Dès 1991, un orchestre de six musiciens se substitue aux bandes sonores, le seul orchestre vivant dans un cirque à cette époque. La régie du spectacle s’étoffe et c’est désormais Frédéric Manoukian qui, tout en étant le chef d'orchestre et arrangeur du cirque national Alexis Gruss, gère sur son temps libre les créations et adaptations musicales.
En 1992, Arlette Gruss fait partie du jury du 18ème Festival international du cirque de Monte-Carlo. Le cirque reçoit également le Prix national du cirque. En novembre de la même année, le cirque Arlette Gruss est choisi pour l’organisation du Gala de la Presse à Paris. Une soirée sera donnée au profit de l’Association Perce-neige présidée par Madame Lino Ventura. La chute de l'URSS permet au cirque d'accueillir pour la première fois des artistes russes.
À partir de 1993, France 3 filme et diffuse le spectacle. C'est Julien Lepers, puis Vincent Perrot, Nancy Sinatra, Pascal Brunner et Sergio, qui présentent cette émission de cirque. C'est aussi en 1993 qu'André (connu pour ses duos avec Frisco) arrive.
Au fil des saisons, le nombre des villes visitées s’amenuise. Afin de fidéliser au mieux la clientèle, les localités s’engagent à accepter le cirque chaque année à la même période (exemple : Lille en mars, Annecy en octobre, Paris en décembre).

### 1994 à 1999: le troisième chapiteau
En 1994, la girafe Willy foule la sciure, et Yann Gruss, le fils aîné d'Arlette, vient remplacer un autre dresseur blessé. Il s'agit d'un dresseur présentant une grande variété d'animaux (ours, lions, tigres, panthères noires, guépards, wallabys, watuzis, boas, rennes, zébus, chimpanzés, bœufs, etc.) et il propose au public des numéros de « voltige » avec ses tigres, c'est-à-dire des sauts rapides et des courses dans la cage.
Fin 1994, début 1995, Gilbert Gruss prend possession d’un nouveau chapiteau. Le chapiteau avec coupole octogonale possède une structure modulable. Sa contenance peut passer selon les besoins de 1 350 à 2 200 places. C’est ce lieu que choisissent Yves Mourousi et Marie-Laure Augry pour organiser une soirée. Le « tout Paris » de la politique, du spectacle, des médias est au rendez-vous. Les Chœurs de l'Armée rouge donnent un récital en avant-spectacle de cirque. À partir de cette année, les artistes se produisant sur scène viennent du monde entier.
En 1996, le cirque s'installe pour la première fois à Bordeaux.
En 1997, la troupe Biasini rejoint le cirque. C'est à ce moment-là que Gilbert Gruss rencontre sa future épouse, Linda Biasini. Sur proposition du Premier ministre, la même année, Arlette Gruss est faite chevalière de l'ordre national de la Légion d’honneur. Cette distinction lui sera remise par Alain Juppé. C'est également l'époque de l'arrivée de Dominique Texier dans l'entreprise, organisateur de tournée et contact presse.
Lucien Gruss, frère d’Arlette Gruss, s'intègre au cirque en 1998. C'est aussi le retour de Kobann et de ses lionnes dans la cage.
Gilbert Gruss fait appel à des ateliers de création de costumes : Abiscène et Véronèse. Son orchestre intègre de nouveaux instrumentistes dont le violon. L'éclairage est assuré par Julien L'Homme. À partir de 1999, les costumes seront conçus par Roberto Rosello. Cet artiste, davantage habitué aux exigences du music-hall et de l’opéra, découvre le monde du cirque. Cette saison marque aussi les débuts de Kévin Gruss sur la piste, fils de Gilbert et Brigitte (la première femme de Gilbert) et petit-fils d'Arlette.

### 2000 à 2006: après la tempête, le quatrième chapiteau
Arlette Gruss n’a jamais voulu participer à la bataille cirque traditionnel contre nouveau cirque. Elle était convaincue que la richesse du cirque est dans sa diversité. Des suites de la tempête de décembre 1999, un nouveau chapiteau est livré en trois semaines à La Rochelle, en janvier 2000. C'est le lancement du 15e spectacle anniversaire du cirque Arlette Gruss : « Arlette dépasse les bornes ». Michel Palmer modifie son personnage de Monsieur Loyal, qu’il conçoit désormais comme un comédien rythmant le spectacle. Son rôle évolue alors considérablement par la suite.
En 2000, Arlette Gruss est également nommée chevalière des Arts et des lettres par Catherine Trautmann. Les enchaînements de numéros et les costumes se modernisent. Le graphisme de l'affiche qui sera utilisée tout au long de l'année 2000 a une volonté de suggérer l'ambiance du spectacle. Auparavant, les affiches étaient simples et très « cirque » (lion rugissant, tête de clown…) et n'étaient pas forcément utilisées une année tout entière ; ce n'est plus le cas à partir de celle d'« Effervescence ». C’est le début d’une nouvelle ère Arlette Gruss.
En 2002, Gilbert Gruss fait appel à un nouveau compositeur canadien : Germain Bourque. Après avoir travaillé au Cirque du Soleil et au cirque Knie, il rejoint l’équipe du cirque Gruss et y apporte une nouvelle couleur musicale. Son but est d'associer au mieux la musique à l'image. À côté de cela, le cirque participe au Téléthon, aide diverses associations de solidarité (Prima, Laurette...) et organise des séances pédagogiques pour les écoles. Enfin, des journées à tarif réduit sont organisées, pour favoriser l'accès au spectacle.
L'année 2003 voit l'arrivée d'un nouvel équipement : une piste surélevée à 40cm du sol reposant sur vérins hydrauliques (système mis au point et exploité par Alexis Gruss senior et son frère André Gruss (père d'Alexis Gruss) en 1954, puis largement utilisé par Jean Richard dans son cirque éponyme dans les années 1970). La conception est d’Arthur Verstraete. Le revêtement est en tartan recouvert d’un tapis. Ses deux principales qualités sont son horizontalité et sa solidité (elle supporte quatre éléphants)
En 2004, Lucien Gruss quitte le cirque, et c'est Gilbert qui le remplace avec la cavalerie.
En 2005, c'est Linda Gruss qui reprend la place aux côtés des chevaux. Par ailleurs, le cirque renforce son administration, devenant ainsi une PME de 130 personnes de 11 nationalités, avec un siège social sédentaire et un budget quotidien de 25 000 euros. Il s'agit également de l'année des 20 ans du cirque, fêtés avec un programme intitulé « Rêves ».

### 2006: le décès d'Arlette Gruss
Le 2 janvier 2006, Arlette Gruss meurt de maladie dans sa maison d'hiver de La Fontaine-Saint-Martin. Le 6 janvier 2006, amis et artistes l'applaudissent une dernière fois au passage de son cercueil. Gilbert Gruss est désormais directeur général, en plus de créer chaque spectacle avec, notamment, l'aide de Julien Lhomme. En 35 ans, plus de 700 artistes ont foulé cette piste.
À partir de cette période, la décoration intérieure du chapiteau est confiée aux élèves du lycée professionnel Léonard-de-Vinci à Paris, encadrés de leur équipe enseignante. Les masques, coiffes et chapeaux sont conçus par William Guilhem et Emmanuel Blin pour les ateliers Lisadora. C’est Catherine Gauthier, artiste proche du milieu théâtral, qui écrit avec Michel Palmer les textes du spectacle. Gilbert Gruss s'entoure également d’une directrice de casting en la personne de sa seconde épouse Linda Biasini et d’une conseillère chorégraphique, Marisa Biasini, sœur de Linda.
Michel Palmer, le Monsieur Loyal du cirque Arlette Gruss prend sa « retraite » en fin de saison 2007 avec la dernière de « Pile ou Face ». Cette saison est également la dernière de Frisco, arrivé au cirque en 1990.
Il n'y aura pas de Monsieur Loyal en 2008, certaines présentations de numéros étant contées ou chantées. Cependant, Claude Brunel tiendra le rôle de fil rouge du spectacle « Mirages ». 2008 est aussi l'année des débuts de Laura-Maria Gruss, petite-fille d'Arlette, fille de Gilbert et Linda, sixième génération de la famille à officier dans le monde du cirque. Le décès de Dominique Texier est à déplorer à Rouen.

### 2009: «La Cathédrale»: un chapiteau révolutionnaire

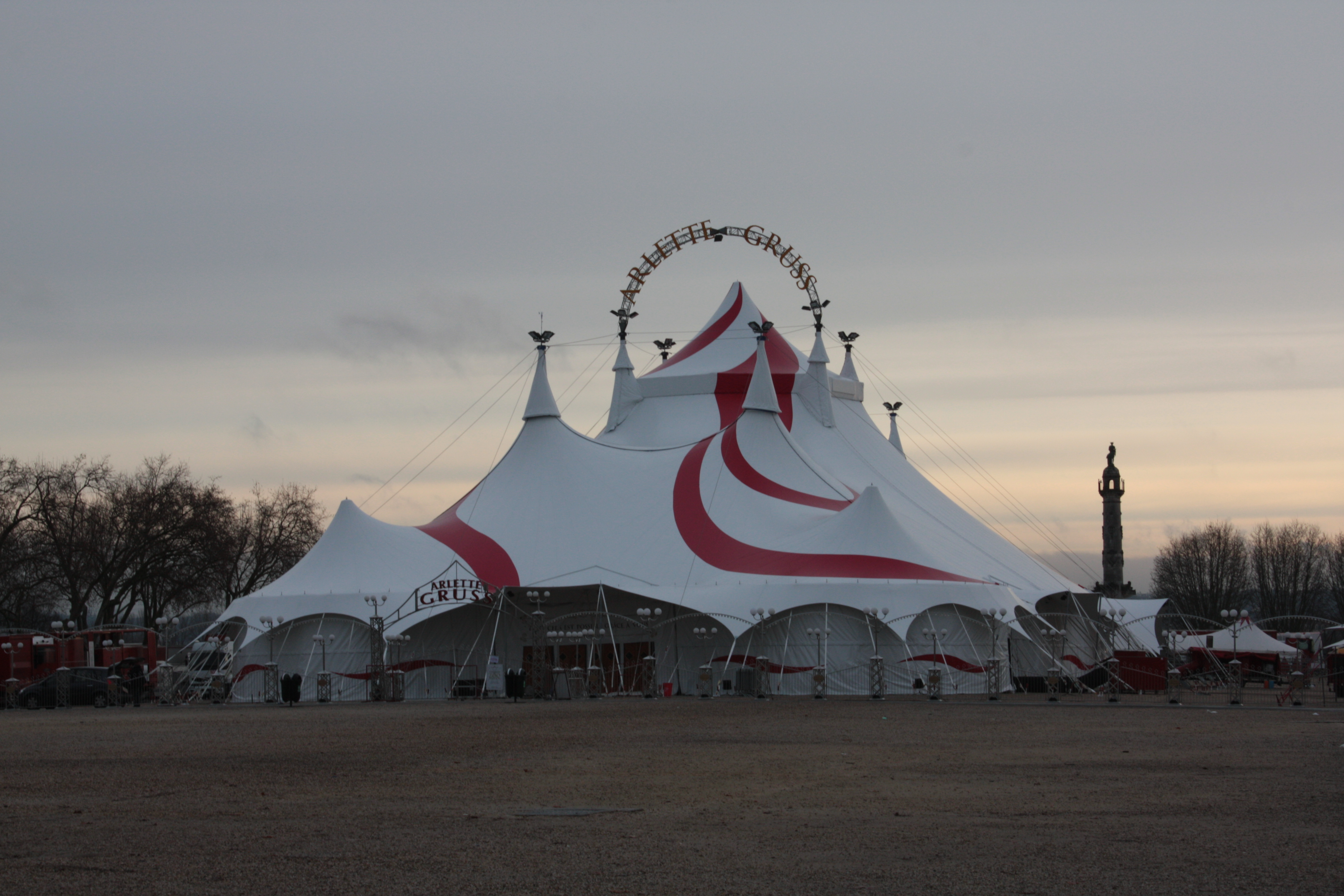
La « Cathédrale » à Bordeaux en janvier 2009.

Après deux ans d'études techniques, le nouveau chapiteau baptisé « La Cathédrale » voit le jour à Bordeaux en 2009. Il est de fabrication française pour la toile (entreprise girondine AB2CS) et italienne pour les structures métalliques (Anceschi Carlo & Cie). Il a nécessité quatre mois de fabrication et a fait l’objet d’un cahier des charges strict. Les calculs ont été faits par le bureau d'études ASTEO (région lyonnaise). Il réunit tente d'accueil, salle de spectacle et coulisses. Sa résistance aux intempéries est exceptionnelle pour sa taille : 49 mètres sur 85 mètres pour une hauteur de 22 mètres. Il a une capacité de 1 500 places assises.
Germain Bourque gère les arrangements musicaux jusqu'en 2009. Cette année-là, Kévin Sagau prend la relève de Monsieur Loyal. D'abord discret la première année (n'intervenant qu'au final de « La Cité du Cirque »), il reprend Monsieur Loyal en 2010 avec le spectacle du 25e anniversaire « La Légende » dans une présentation parfois slamée et chantée.

### 2010 à 2013: l'évolution sous le chapiteau

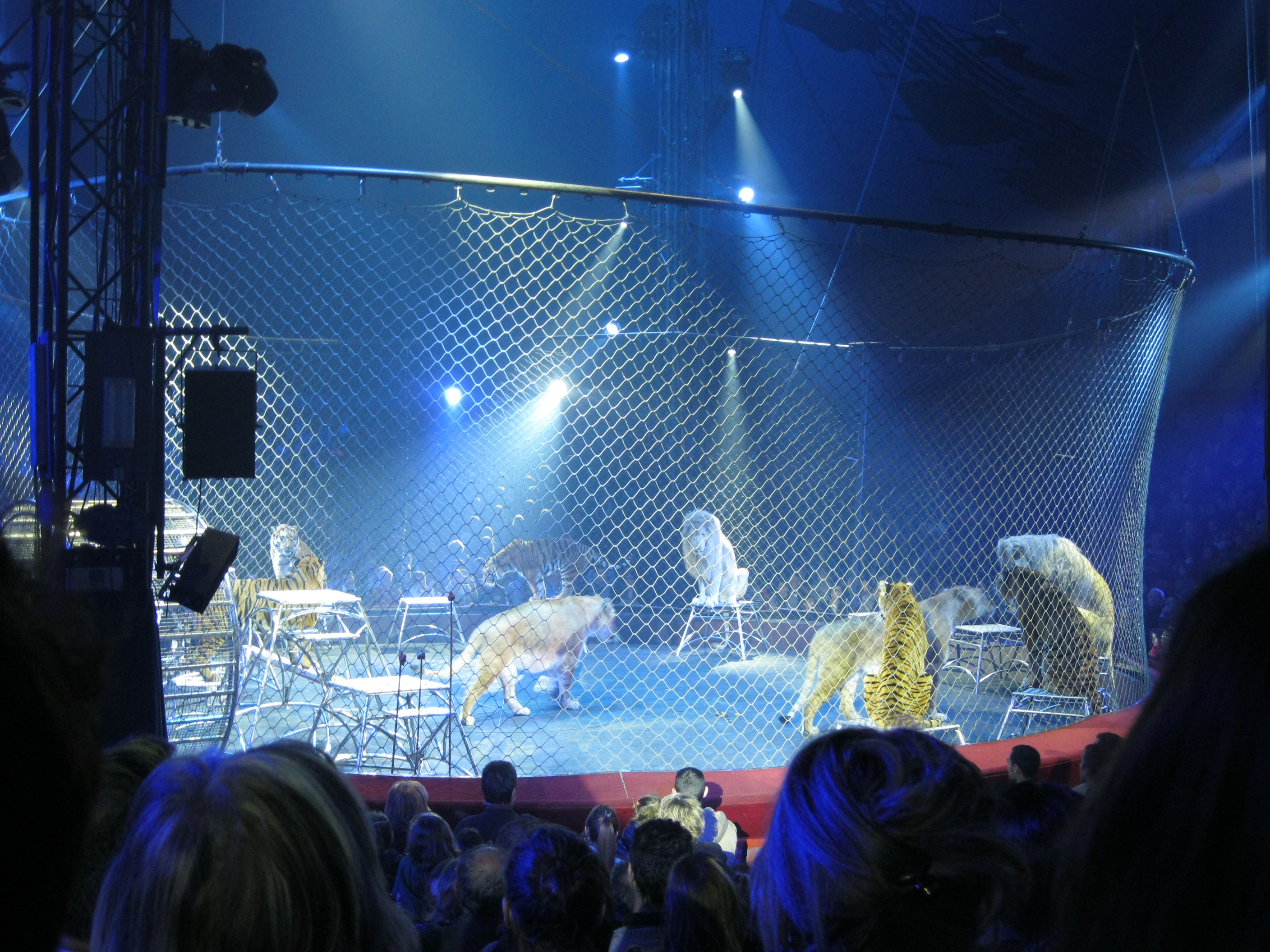
Tom Dieck et son groupe de fauves en janvier 2013.

L'anniversaire des 25 ans du cirque est fêté par la Patrouille de France, qui survole le chapiteau le 16 août 2010. Depuis le début de l'année, le chorégraphe Bruno Agati habille de danse chaque numéro. Il est assisté de Linda et Marisa Biasini. Cette année-là voit également le retour de Frédéric Manoukian pour le spectacle du 25e anniversaire.
En 2011, Christophe Denizot prend le relais comme compositeur de « Poussières d'Étoile », tandis que Kévin Sagau poursuit son rôle, entouré de deux chanteurs lyriques qui accompagnent certains numéros en chanson. Quant à Nora Gruss, la sœur de Gilbert (et fille d'Arlette), caissière depuis les débuts du cirque, elle s'investit dans une association, « Le rêve de Norinia », pour permettre aux handicapés (elle souffre elle-même d'un handicap) de partager son univers.
Une nouvelle entrée des artistes fait son apparition sous le chapiteau. Reculée de plusieurs mètres et derrière un rideau rouge face aux gradins, cette nouvelle infrastructure a la particularité d'être mécanisée par un système de levage permettant de monter et descendre l'orchestre et de faciliter l'entrée en piste d'un matériel imposant (notamment le globe des motos en 2011 et 2012). Une nouvelle organisation des gradins de face et, par conséquent, de l'entrée du public, est mise en place. Celle-ci se fait désormais de chaque côté des gradins dits « Carré Or » avec un côté pair et un côté impair. Le reste des gradins devient intégralement numéroté. Le hall d'accueil du chapiteau subit aussi quelques changements. L'accueil figure au milieu du hall et la boutique souvenirs au niveau de l'ancienne entrée du public, face aux portes d'entrée. Cette même année, la « Cathédrale » sera installée dans l'intégralité des villes de la tournée (de Bordeaux à Paris).
Pour la 27e création, intitulée « L’autre Monde », Gilbert Gruss propose un nouveau spectacle, dans lequel le rideau d’entrée des artistes s’illumine. Comme chaque année, les nouveaux costumes sont créés par Roberto Rosello et l'orchestre est désormais dirigé par Antony Saugé (qui fait partie du groupe de Frédéric Manoukian). Côté artistes, le globe des motos fait son retour ainsi que le numéro de la roue de la mort (absent depuis 2006). Nouveauté également avec le numéro de Kévin Gruss qui change de domaine en présentant de la magie (il est plutôt habitué aux numéros aériens), ainsi que le retour de Marisa Biasini assistant son mari dans un numéro d'échelles, déjà présenté en 2006 sous le chapiteau. C'est aussi la fin de la présentation du spectacle par Kévin Sagau, qui prend congé, provisoirement, après 4 ans.

### 2013 à 2015: renouvellement des équipements et retour aux sources
La création 2013 de Gilbert Gruss et de son équipe s'intitule « Symphonik ». C'est le retour du groupe de fauves de Tommy Dieck Jr, qui était présent en 2005. L'année 2013 est aussi une année de nouveautés : nouvelles bâches pour le parc routier, nouvelles tentes pour le zoo. Les couleurs rouge et blanc se retrouvent sur l'ensemble du matériel.
Enfin, entre 2013 et 2015, Gilbert Gruss confie à PROCAR le renouvellement et la modernisation de son parc de matériels roulants, pour un investissement de 2,5 millions d’euros : unités mobiles logistique, semi-remorques et remorques habitation, remorque sanitaires, remorque buanderie, réfectoire du personnel, billetterie, bureaux mobiles, école et toilettes du public.
En 2014, Gilbert Gruss présente son nouveau spectacle, intitulé « History ». C'est le retour du clown André, et de Kévin Sagau à la présentation.
Pour les 30 ans du Cirque Arlette Gruss en 2015, Gilbert Gruss imagine un spectacle fêtant cet anniversaire. Un hommage est rendu à Arlette Gruss dès le début de celui-ci. Pour fêter l'évènement, le clown Mathieu est de retour, accompagné des motards du Globe of Speed (présents en 2011 et 2012), ainsi qu'une attraction inédite : les Motards Freestyle (FMX Riders), qui effectuent des cascades à travers la longueur du chapiteau (depuis les gradins de face, jusqu’au rideau d'entrée des artistes). De ce fait, l'organisation du chapiteau change légèrement avec la suppression de la loge d'honneur « Arlette Gruss », face à l'entrée des artistes, ainsi qu’une partie des gradins de face « Carré Or ».

### 2016 à 2018: de la tradition à la modernité
Le cirque Arlette Gruss a la particularité d'associer numéros de voltige et numéros d'animaux, dans un spectacle entre tradition et modernité. Les types de numéros proposés sont classiques, mais leur présentation est modernisée par des jeux de lumières et rythmée par la musique.
Le spectacle se déroule toujours selon le même rituel : une première partie, un entracte, une seconde partie, avec un thème, et un conteur qui est le fil rouge du spectacle (et qui, à l'exception de quelques années, est Monsieur Loyal). Il y a traditionnellement un numéro de fauves, un numéro d'éléphants et un numéro de cavalerie qui rythment le déroulement du spectacle. Le cirque associe des recettes qui fonctionnent, reconduites d'une année à l'autre (la cavalerie, les clowns, Monsieur Loyal, et depuis les années 2010 les motos) et des numéros de voltige qui varient d'une année à l'autre, avec des compagnies qui changent et qui viennent du monde entier.
La cavalerie Gruss est aussi une tradition. Elle est généralement gérée par un membre de la famille, le plus souvent une fille. Les chevaux sont depuis quelques années présentés par Laura-Maria Gruss et sa mère, Linda Biasini-Gruss. Ces chevaux (un groupe de 8 frisons notamment) sont dressés par le frère d'Arlette Gruss : Lucien Gruss.
Depuis la reprise de la direction par Gilbert Gruss, les transitions entre les spectacles associent de la danse, et chacun endosse plusieurs rôles : en plus de son spectacle, chacun danse, jongle, mime ou donne un coup de main.

### 2018: «Le Privilège» un nouveau chapiteau sans mât intérieur
Dans le courant de l'été 2018, après la pause estivale, Gilbert Gruss présente son nouveau chapiteau, baptisé « Le Privilège » avec une visibilité parfaite à 360°, sans mâts intérieurs. Il est de fabrication italienne pour la toile (entreprise F. GRECO SRL) et pour les structures métalliques extérieures blanches (Anceschi Carlo & Cie). C’est un investissement de 4 millions d'euros afin de remplacer le chapiteau actuel, dénommé « La Cathédrale », qui fêtera ses 10 ans en janvier 2019.
Le Privilège est monté pour la première fois dans le sud de la France en juillet 2018. Avec une capacité de 1 685 places assises, ses dimensions sont de 16 mètres de haut sous la coupole pour un diamètre de 42 mètres.

### 2019 à 2020: le retour de «La Cathédrale»
Après une saison, le « Privilège » replie sa toile. Le fait est que cette innovation contraignait Gilbert Gruss à diminuer les dimensions de sa salle de spectacle, en plus d'un montage long et fastidieux. Peu convaincu par cette idée, il décide d’adapter ce même système de mâts extérieurs pyramidaux à la toile de la Cathédrale. Ce rêve, impulsé notamment par la perspective du 35e anniversaire, devint finalement réalité à l’été 2019. C'est alors le début du spectacle anniversaire « Bêtes de Cirque ». La pandémie de COVID-19 met cependant un terme précoce à la saison et le cirque est contraint de diminuer sa capacité d'accueil, dans un premier temps, puis d'arrêter sa tournée dans un second temps, en mars 2020.
En septembre 2020, Le cirque reprend sa tournée à Aix-Les-Bains, comme c'est la tradition depuis deux ans, avec son nouveau spectacle « Excentrik ». Mais à peine avait-elle pris son élan que la trente-sixième tournée du cirque Arlette Gruss se voyait aussitôt interrompue par la deuxième vague de la crise sanitaire.

### 2021: Et l'Arche fut!
Lors de la crise sanitaire liée au COVID-19 en novembre 2020 le cirque est à nouveau confiné. En juin 2021, Gilbert Gruss annonce la reprise du spectacle Excentrik pour la saison 2021-2022 avec un nouveau chapiteau. Ce dernier sera sans mâts intérieurs comme la cathédrale adaptée au privilège en 2020. Le gradin sera modifié avec des sièges à strapontins rembourrés bien plus confortables que les sièges à coques. Les loges tout autour de la piste seront également munies de gradins sur trois niveaux pour une meilleure visibilité dans les premiers rangs. Il sera également plus facile de circuler dans la salle de spectacle notamment pour les personnes à mobilité réduite. Le hall d'entrée sera adapté aux deux nouveaux bars qui seront à la fois à l'extérieur et à l'intérieur du hall.

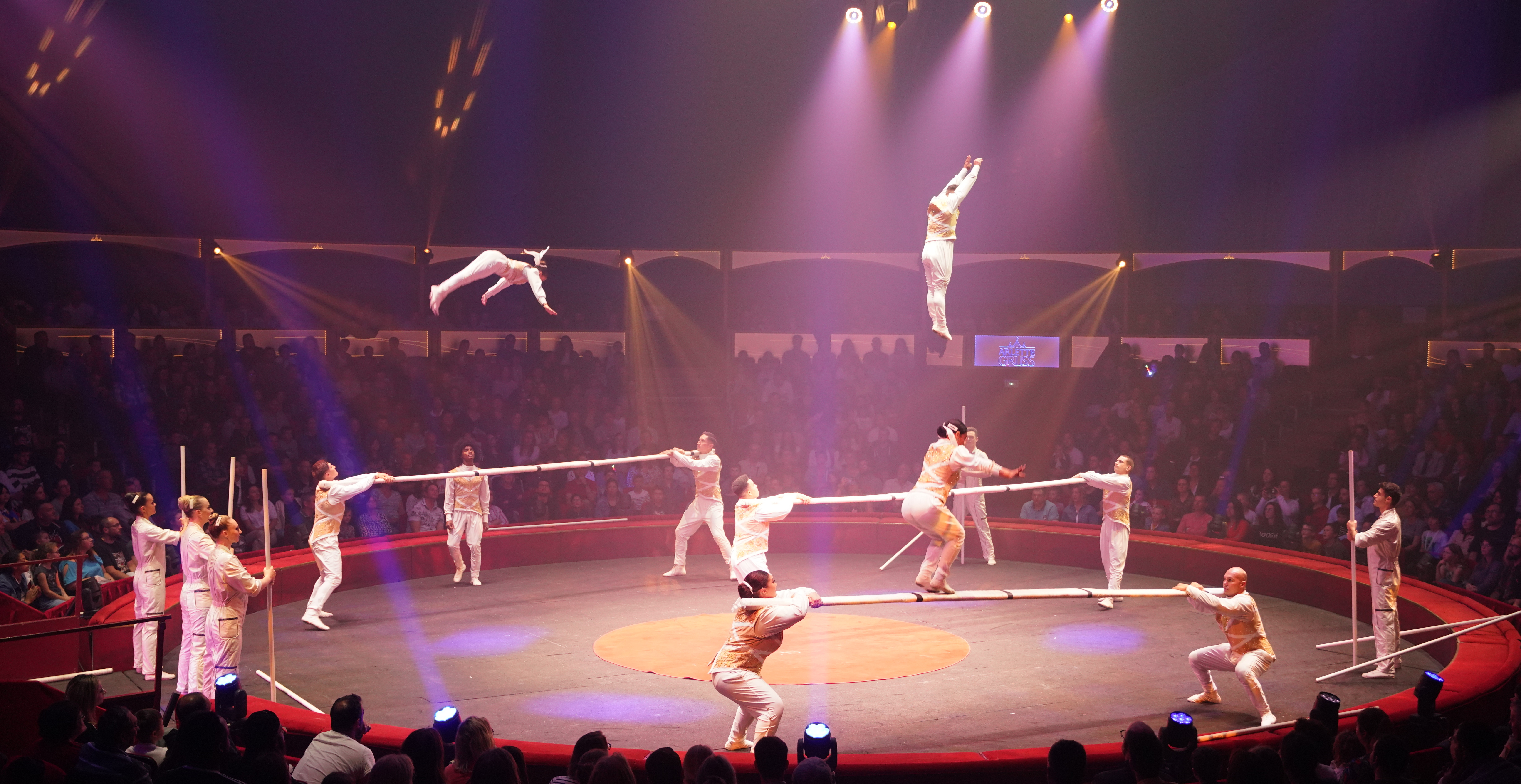
Spectacle en 2024.

Une nouvelle formule est également ajoutée : les dîners-spectacles. Le gradin est transformable pour recevoir des tables et ainsi, servir a manger au public tout en jouant le spectacle dans une ambiance proche du cabaret.
« La Cathédrale c’était le gigantisme, le Privilège c’était la révolution des mâts extérieurs et l’Arche vient désormais combiner les deux en ajoutant la modernisation de tous les espaces intérieurs. Julien et moi-même avions dans l’idée de concrétiser ce projet dans les années à venir mais le confinement nous a incités à accélérer le processus de création.» (Gilbert Gruss)
Tout comme la Cathédrale, ce nouvel opus regroupe en un même tenant le hall d’accueil du public, la salle de spectacle et les coulisses. Le nouveau gradin est l’œuvre de la société italienne Anceschi Carlo SRL. Il peut accueillir 600 convives pour les soirées dîner-spectacle et en  configuration normale, 1 300 spectateurs peuvent profiter de nouveaux sièges individuels rabattables avec assises et dossiers en coussins.
Désormais étagés sur trois niveaux, les sièges en bord de piste sont positionnés en quinconce, ce qui garantit aux spectateurs situés à hauteur de piste de ne pas être gênés visuellement par les personnes installées devant eux. Quant à ceux situés plus en hauteur, ils apprécieront sans doute la disparition des mâts intérieurs pour une visibilité totale. Enfin, pour le confort des petits mais aussi des grands, l’espace entre les rangs et les sièges a été élargi de manière significative.
Le 23 février 2022, la guerre qui oppose l'Ukraine aux forces russes débute. Le cirque Arlette Gruss emploie sur sa tournée près de 75 techniciens et prestataires d'origine ukrainienne. Dans un geste de solidarité le cirque envoie des bus pour rapatrier les familles auprès de leurs proches. Elles seront logées en Sarthe sur le domaine du Cirque,.

### Spectacles

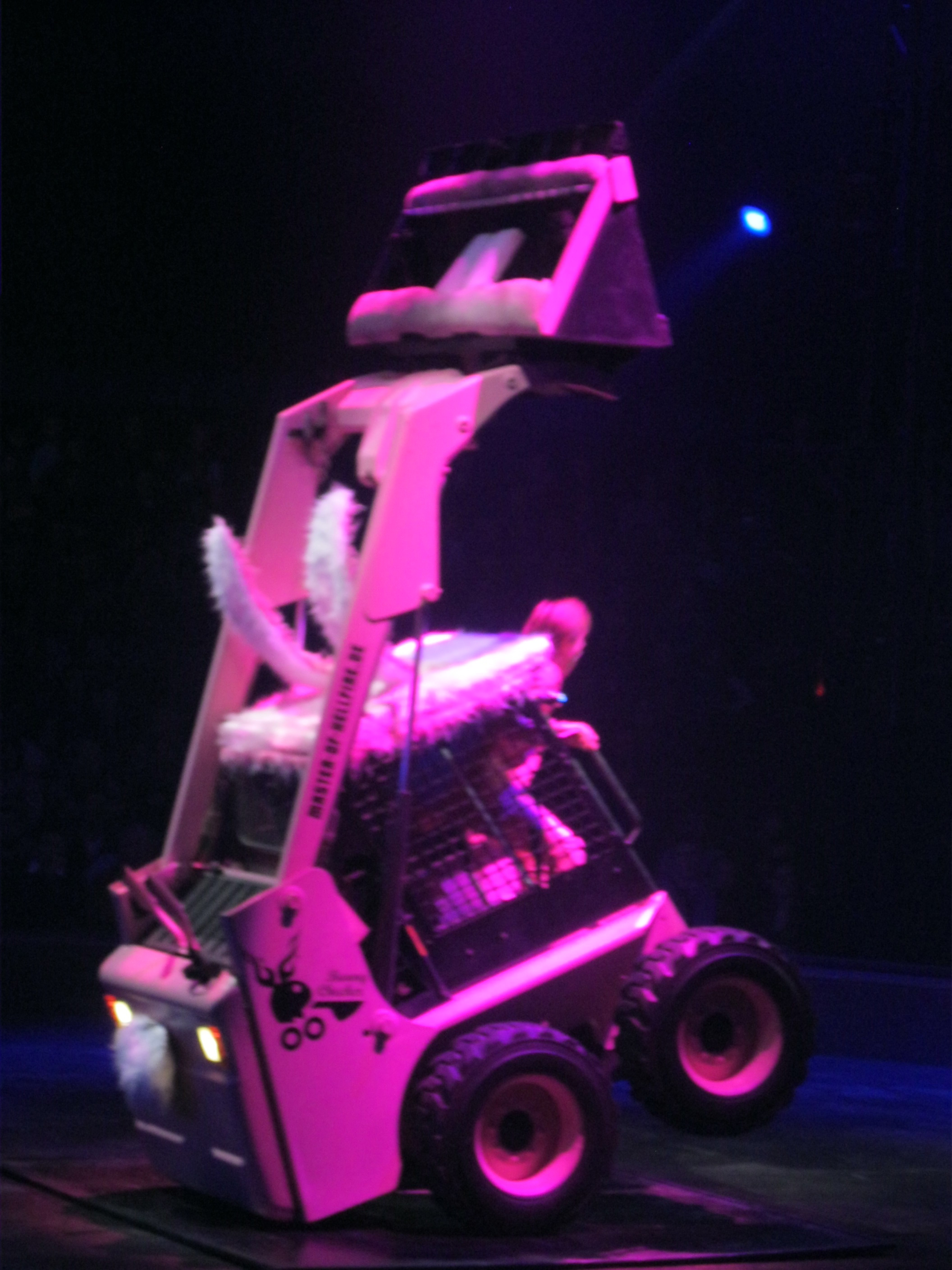
Des cascades à la pelle !, un numéro de tractopelle présenté au programme du spectacle de 2013.

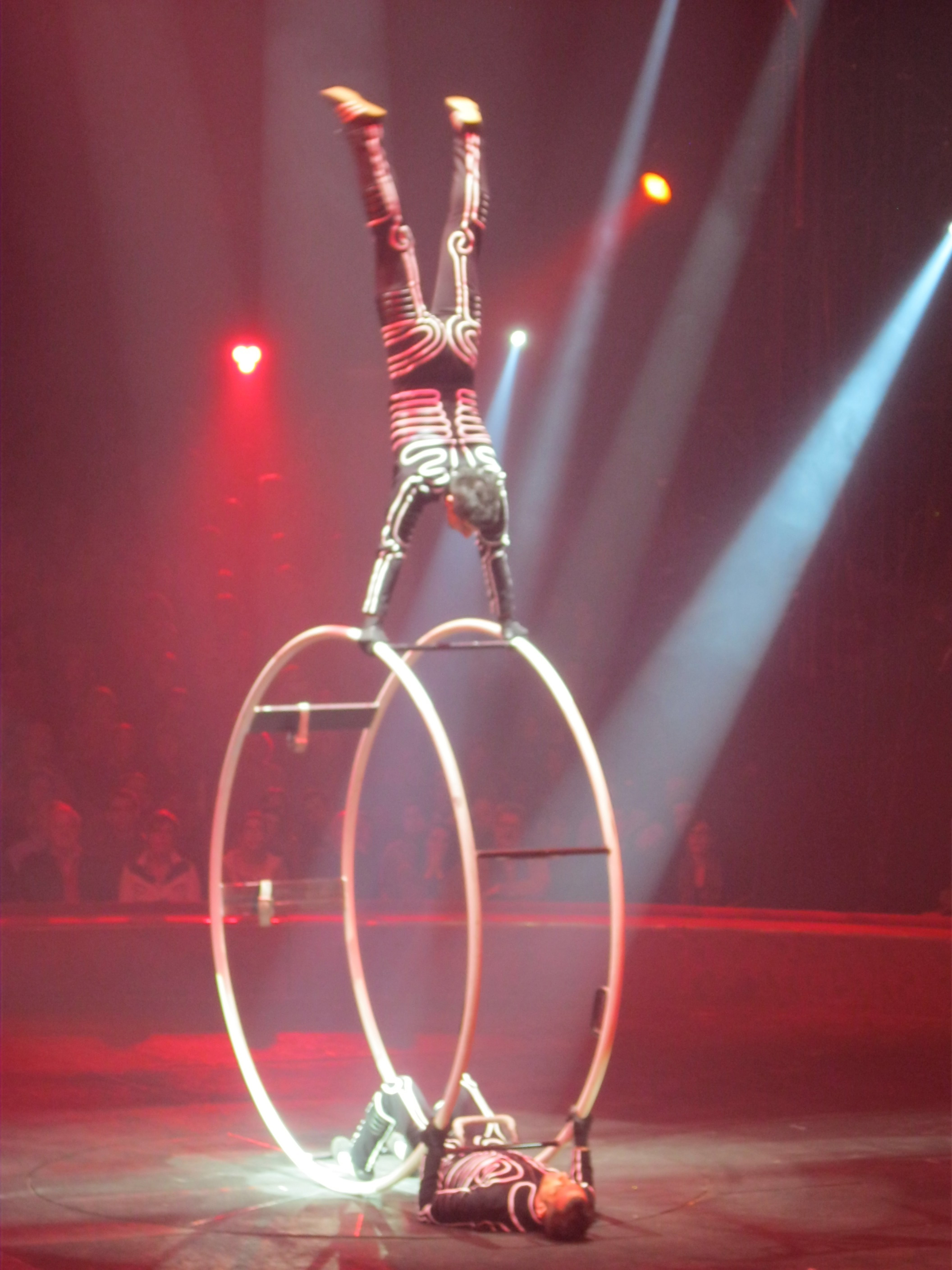
Numéro de roue allemande au programme de 2013.

- 1985 : Le Cirque de France (tournée en Irlande).
- 1986 : Cirque de France (tournée en France).
- 1987 :
- 1988 :
- 1989 :
- 1990 :
- 1991 :
- 1992 :
- 1993 : Le cirque Passion
- 1994 :
- 1995 : Délires de cirque
- 1996 :Le Cirque
- 1997 : Les Années Cirque
- 1998 :Gruss+Gruss
- 1999 : Avec nous, faites la différence !
- 2000 : Arlette dépasse les bornes (spectacle des 15 ans)
- 2001 : L'année du Cirque
- 2002 : Effervescence
- 2003 : Carnaval
- 2004 : FantAsie
- 2005 : Rêves (spectacle des 20 ans)
- 2006 : Délires
- 2007 : Pile ou Face
- 2008 : Mirages
- 2009 : La Cité du Cirque
- 2010 : La Légende (spectacle des 25 ans)
- 2011 : Poussières d'Étoile
- 2012 : L'Autre Monde
- 2013 : Symphonik
- 2014 : History
- 2015 : Écris l'Histoire ! (spectacle des 30 ans)
- 2016 : Le Cirque
- 2017 : Et l’on réinventa le Cirque
- 2018 : Osez le Cirque
- 2019 : Janvier à mai 2019 : L'étoile en Héritage !
- Septembre 2019 à mars 2020 : Bêtes de Cirque (spectacle des 35 ans) - interrompu par le confinement lié au COVID-19 en mars 2020
- Septembre 2020 à juin 2021 : Excentrik (suspendue pour cause de pandémie)
- Septembre 2021 à mai 2022 : Excentrik (nouvelle version)
- octobre 2022 à mai 2023: Extravagant
- octobre 2023 à juin 2024: Éternel
- octobre 2024 à juin 2025 : La tournée anniversaire : 40 ans